# Вероніка Сепеде Ройг
Вероніка Сепеде Ройг (ісп. Verónica Cepede Royg; американська іспанська: [beˈɾonika seˈpeðe ˈrojɣ]; нар. 21 січня 1992 р.) — професійна парагвайська тенісистка.
На 7 серпня 2017 року, вона досягла свого найвищого одиночного WTA рейтингу №73 в той час як її кращий парний розряд №85, досягнутий 19 вересня 2016 року. Сепеде Ройг виграла один титул у парному розряді на турнірі WTA, один титул у парному розряді WTA 125K та 14 одиночних та 20 титулів у парному розряді ITF Circuit. Граючи за Парагвай на Кубку ФРС, Сепеде Ройг має перемогу-програш 61-26. Вона брала участь в Олімпійських іграх 2012 року в Лондоні, програвши у стартовому раунді американці Варварі Лепченко у трьох сетах. Її найкращим виступом на турнірі Великого шлема на сьогоднішній день було досягнення четвертого туру Відкритого чемпіонату Франції 2017 року.

## Особисте життя
Її батько, Едуардо, володіє автозаправкою, а її мати Едіт — стоматолог на пенсії. Її брат на ім'я Андрес — економіст, а одна сестра Естефанія — архітектор. Її познайомили з тенісом у віці п’яти років брати та сестри. Вона заявила, що її улюблений удар — форхенд, улюблений турнір — Ролан Гаррос, тоді як улюблена поверхня — глина. Її тенісними кумирами є Роджер Федерер та Кім Клейстерс. Якби Сепеде Ройг не була тенісисткою, вона б стала дієтологом.

## Кінцеве місце в рейтингу WTA за роками
| Рік  | Одиночний рейтинг | Парний рейтинг |
| 2019 | 146               | 812            |
| 2018 | 146               | 743            |
| 2017 | 77                | 162            |
| 2016 | 116               | 95             |
| 2015 | 153               | 205            |
| 2014 | 138               | 120            |
| 2013 | 208               | 214            |
| 2012 | 183               | 234            |
| 2011 | 237               | 292            |
| 2010 | 565               | 596            |
| 2009 | 669               | 907            |
| 2008 | 872               |                |

## Графіки виконання
(W) виграла; (F) фіналістка; (SF) півфіналістка; (QF) чвертьфіналістка; (#R) раунди 4, 3, 2, 1; (RR) круговий етап; (Q #) кваліфікаційний раунд; (A) відсутній; (NH) не проводиться. SR = коефіцієнт страйку (перемоги / змагання)
Щоб уникнути плутанини та подвійного підрахунку, ці таблиці оновлюються в кінці турніру або після закінчення участі гравця.

### Одиночний розряд
Поточний після чемпіонату Вімблдону 2021 року.
| Турнір                                 | 2012 | 2013           | 2014           | 2015           | 2016 | 2017           | 2018           | 2019           | 2020           | 2021 | SR                | W–L               | % Перемог         |
| -------------------------------------- | ---- | -------------- | -------------- | -------------- | ---- | -------------- | -------------- | -------------- | -------------- | ---- | ----------------- | ----------------- | ----------------- |
| Турніри Великого шлему                 |      |                |                |                |      |                |                |                |                |      |                   |                   |                   |
| Відкритий чемпіонат Австралії з тенісу | A    | A              | A              | Q1             | Q1   | A              | 1R             | Q1             | Q1             | Q2   | 0 / 1             | 0–1               | 0%                |
| Відкритий чемпіонат Франції з тенісу   | Q3   | Q1             | Q1             | 1R             | 2R   | 4R             | 1R             | Q1             | A              | Q2   | 0 / 4             | 4–4               | 50%               |
| Вімблдонський турнір                   | Q1   | Q1             | Q3             | Q3             | Q1   | 1R             | 1R             | Q1             | NH             | Q1   | 0 / 2             | 0–2               | 0%                |
| Відкритий чемпіонат США з тенісу       | Q3   | Q1             | Q3             | Q1             | Q1   | 1R             | Q1             | Q2             | A              |      | 0 / 1             | 0–1               | 0%                |
| Виграш–Програш                         | 0–0  | 0–0            | 0–0            | 0–1            | 1–1  | 3–3            | 0–3            | 0–0            | 0–0            | 0–0  | 0 / 8             | 4–8               | 33%               |
| Національне представництво             |      |                |                |                |      |                |                |                |                |      |                   |                   |                   |
| Summer Olympics                        | 1R   | Не проводиться | Не проводиться | Не проводиться | 1R   | Не проводиться | Не проводиться | Не проводиться | Не проводиться | 1R   | 0 / 3             | 0–3               | 0%                |
| WTA 1000                               |      |                |                |                |      |                |                |                |                |      |                   |                   |                   |
| Мастерс Індіан-Веллс                   | A    | A              | A              | A              | Q2   | Q1             | 1R             | A              | NH             |      | 0 / 1             | 0–1               | 0%                |
| Відкритий чемпіонат Маямі з тенісу     | A    | A              | A              | A              | A    | 2R             | 1R             | A              | NH             | A    | 0 / 2             | 1–2               | 33%               |
| Мастерс Канада                         | A    | A              | Q1             | A              | Q2   | Q1             | Q1             | A              | NH             |      | 0 / 0             | 0–0               | –                 |
| Мастерс Цинциннаті                     | A    | A              | A              | A              | A    | 1R             | A              | A              | A              |      | 0 / 1             | 0–1               | 0%                |
| China Open                             | A    | A              | A              | A              | A    | Q1             | A              | A              | NH             |      | 0 / 0             | 0–0               | –                 |
| Статистика кар'єри                     |      |                |                |                |      |                |                |                |                |      |                   |                   |                   |
| Турнір                                 | 1    | 0              | 3              | 3              | 9    | 14             | 13             | 1              | 0              | 0    | Успіх загалом: 44 | Успіх загалом: 44 | Успіх загалом: 44 |
| Загалом Виграш–Програш                 | 0–1  | 0–0            | 1–3            | 3–3            | 6–9  | 12–14          | 4–13           | 1–2            | 1–0            | 0–0  | 0 / 44            | 28–45             | 38%               |
| Рейтинг на кінець року                 | 183  | 208            | 138            | 153            | 116  | 77             | 146            | 146            | 174            |      | $1,226,061        | $1,226,061        | $1,226,061        |

### Парний розряд
| Турнір                        | 2014 | 2015 | 2016 | 2017 | 2018 | 2019 | 2020 | 2021 | SR                  | W – L               |
| ----------------------------- | ---- | ---- | ---- | ---- | ---- | ---- | ---- | ---- | ------------------- | ------------------- |
| Відкритий чемпіонат Австралії | A    | A    | A    | A    | A    | A    | A    | A    | 0/0                 | 0–0                 |
| Відкритий чемпіонат Франції   | A    | A    | A    | A    | A    | A    | A    | A    | 0/0                 | 0–0                 |
| Вімблдон                      | A    | A    | Q1   | 1R   | A    | A    | NH   | A    | 0/1                 | 0–0                 |
| Відкритий чемпіонат США       | A    | A    | A    | A    | A    | A    | A    |      | 0/0                 | 0–0                 |
| Виграш – програш              | 0–0  | 0–0  | 0–0  | 0–1  | 0–0  | 0–0  | 0–0  | 0–0  | 0/1                 | 0–0                 |
| Статистика кар’єри            |      |      |      |      |      |      |      |      |                     |                     |
| Турнір                        | 1    | 2    | 7    | 6    | 2    | 0    | 0    |      | Загальний успіх: 18 | Загальний успіх: 18 |
| Фінал                         | 0    | 0    | 1    | 0    | 0    | 0    | 0    |      | Загальний успіх: 1  | Загальний успіх: 1  |
| Титули                        | 0    | 0    | 1    | 2    | 0    | 0    | 0    |      | Загальний успіх: 3  | Загальний успіх: 3  |
| Загальний виграш-програш      | 1–1  | 1–2  | 9–6  | 7–6  | 0–2  | 0–0  | 0–1  |      | 1/18                | 18–18               |
| Рейтинг на кінець року        | 120  | 205  | 95   | 162  | 743  | 812  | 850  |      |                     |                     |

## Фінали кар’єри WTA

### Парний розряд: 3 (1 перемога, 2 поразки)
| Легенда                                        |
| ---------------------------------------------- |
| Турніри Великого шлема (0–0)                   |
| Прем'єр обов'язковий і Прем'єр-мінімум 5 (0–0) |
| Прем'єр (0–0)                                  |
| Міжнародний (1–2)                              |

| Фінали за поверхнею |
| ------------------- |
| Хард (0–1)          |
| Глина (1–1)         |
| Трава (0–0)         |
| Килим (0–0)         |

## Фінал ITF Circuit
| Легенда                     |
| --------------------------- |
| Турніри $ 100 000           |
| Турніри $ 75 000 / $ 80 000 |
| Турніри $ 50 000 / $ 60 000 |
| Турніри $ 25 000            |
| Турніри $ 10 000            |

### Одиночний розряд: 27 (14 перемог, 13 поразок)
| Результат | Виграш–Програш | Дата             | Турнір                            | Рівень  | Поверхня | Суперниця            | Рахунок             |
| --------- | -------------- | ---------------- | --------------------------------- | ------- | -------- | -------------------- | ------------------- |
| Перемога  | 1–0            | Жовтень 2009 р.  | ITF Бауру, Бразилія               | 10,000  | Глина    | Вівіан Сеніні        | 6–0, 6–3            |
| Перемога  | 2–0            | Жовтень 2009 р.  | ITF Санта Круз, Болівія           | 10,000  | Глина    | Вівіан Сеніні        | 6–2, 6–2            |
| Поразка   | 2–1            | Листопад 2009 р. | ITF Ліма, Перу                    | 10,000  | Глина    | Карла Лучеро         | 7–5, 3–6, 5–7       |
| Перемога  | 3–1            | Грудень 2009 р.  | ITF Ла Серена, Чилі               | 10,000  | Глина    | Барбара Руш          | 6–1, 6–4            |
| Поразка   | 3–2            | Жовтень 2010 р.  | ITF Лондріна, Бразилія            | 10,000  | Глина    | Тельяна Перейра      | 4–6, 0–6            |
| Поразка   | 3–3            | Листопад 2010 р. | ITF Асунсьйон, Парагвай           | 10,000  | Глина    | Ванесса Фурланетто   | 6–1, 4–6, 5–7       |
| Перемога  | 4–3            | Листопад 2010 р. | ITF Асунсьйон, Парагвай           | 10,000  | Глина    | Татьяна Буа          | 6–2, 6–2            |
| Поразка   | 4–4            | Грудень 2010 р.  | ITF Сантьяго, Чилі                | 10,000  | Глина    | Андреа Коч Бенвенуто | 2–6, 2–6            |
| Перемога  | 5–4            | Грудень 2010 р.  | ITF Талка, Чилі                   | 10,000  | Глина    | Каміла Сільва        | 7–6(7–2), 3–6, 6–3  |
| Перемога  | 6–4            | Лютий 2011 р.    | ITF Буенос-Айрес, Аргентина       | 10,000  | Глина    | Наталія Россі        | 4–1 ret.            |
| Поразка   | 6–5            | Квітень 2011 р.  | ITF Кордова, Аргентина            | 10,000  | Глина    | Даніела Сегель       | 6–7(4–7), 6–0, 4–6  |
| Перемога  | 7–5            | Травень 2011 р.  | ITF Енкарнасьйон, Парагвай        | 10,000  | Глина    | Орнелла Карьон       | 6–2, 6–2            |
| Перемога  | 8–5            | Червень 2011 р.  | ITF Кампос-ду-Джордао, Бразилія   | 25,000  | Хард     | Андріана Перес       | 7–6(9–7), 7–5       |
| Перемога  | 9–5            | Грудень 2011 р.  | ITF Сантьяго, Чилі                | 25,000  | Глина    | Майлен Орух          | 6–0, 1–6, 6–3       |
| Перемога  | 10–5           | Листопад 2012 р. | ITF Асунсьйон, Парагвай           | 25,000  | Глина    | Ралука Олару         | 5–7, 7–6(11–9), 6–2 |
| Поразка   | 10–6           | Липень 2013 р.   | ITF Кампінас, Бразилія            | 25,000  | Глина    | Марія Ірігоєн        | 2–6, 2–6            |
| Поразка   | 10–7           | Жовтень 2013 р.  | ITF Асунсьйон, Парагвай           | 25,000  | Глина    | Флоренсія Молінеро   | 3–6, 6–7            |
| Перемога  | 11–7           | Жовтень 2013 р.  | ITF Каракас, Венесуела            | 25,000  | Хард     | Лаура Пігоссі        | 6–2, 6–2            |
| Перемога  | 12–7           | Грудень 2013 р.  | ITF Сантьяго, Чилі                | 25,000  | Глина    | Марія Ірігоєн        | 6–3, 6–4            |
| Перемога  | 13–7           | Березень 2014 р. | Claro Open Medellín, Колумбія     | 50,000  | Глина    | Ірина-Камелія Бегу   | 6–4, 4–6, 6–4       |
| Поразка   | 13–8           | Квітень 2015 р.  | Claro Open Medellín, Колумбія     | 50,000  | Глина    | Теляна Перейра       | 6–7(6–8), 1–6       |
| Перемога  | 14–8           | Грудень 2015 р.  | ITF Сантьяго, Чилі                | 25,000  | Глина    | Анне Шефер           | 6–0, 2–6, 7–5       |
| Поразка   | 14–9           | Вересень 2016 р. | Coleman Vision Championships, США | 75,000  | Хард     | Менді Мінелла        | 4–6, 5–7            |
| Поразка   | 14–10          | Травень 2017 р.  | Empire Slovak Open, Трнава        | 100,000 | Глина    | Маркета Вондроушова  | 5–7, 6–7(3–7)       |
| Поразка   | 14–11          | Травень 2018 р.  | Empire Slovak Open, Трнава        | 100,000 | Глина    | Вікторія Кужмова     | 4–6, 6–1, 1–6       |
| Поразка   | 14–12          | Жовтень 2018 р.  | Macon Classic, США                | 80,000  | Хард     | Варвара Лепченко     | 4–6, 4–6            |
| Поразка   | 14–13          | Березень 2019 р. | ITF Ірапуато, Мексика             | 25,000  | Хард     | Астра Шарма          | 7–6(7–3), 4–6, 3–6  |

### Парний розряд: 33 (20 перемог, 13 поразок)
| Результат | Виграш–Програш | Дата             | Турнір                                      | Рівень | Поверхня | Партнерка                    | Суперниці                               | Рахунок           |
| --------- | -------------- | ---------------- | ------------------------------------------- | ------ | -------- | ---------------------------- | --------------------------------------- | ----------------- |
| Перемога  | 1–0            | Грудень 2009 р.  | ITF Ла-Серена, Чилі                         | 10,000 | Глина    | Фернанда Бріто               | Андреа Коч Бенвенуто Джіанніні Мінєрі   | 4–6, 6–0, [10–6]  |
| Поразка   | 1–1            | Жовтень 2010 р.  | ITF Лондріна, Бразилія                      | 10,000 | Глина    | Вівіан Сегніні               | Карен Кастібланко Каміла Сілва          | 4–6, 3–6          |
| Перемога  | 2–1            | Жовтень 2010 р.  | ITF Санта Марія, Бразилія                   | 10,000 | Глина    | Вівіан Сегніні               | Наташа Лотуффо Роксане Вайзенберг       | w/o               |
| Перемога  | 3–1            | Листопад 2010 р. | ITF Асунсьйон, Парагвай                     | 10,000 | Глина    | Ванеса Фурланетто            | Лучіана Сарменті Кароліна Зебаллос      | 6–0, 6–3          |
| Перемога  | 4–1            | Листопад 2010 р. | ITF Асунсьйон, Парагвай                     | 10,000 | Глина    | Ванеса Фурланетто            | Лучія Яра-Лозано Лучіана Сарменті       | 6–2, 2–6, [10–3]  |
| Перемога  | 5–1            | Грудень 2010 р.  | ITF Сантьяго, Чилі                          | 10,000 | Глина    | Лучіана Сарменті             | Барбара Руш Каміла Сілва                | 6–1, 6–3          |
| Перемога  | 6–1            | Грудень 2010 р.  | ITF Талька, Чилі                            | 10,000 | Глина    | Лучіана Сарменті             | Флавія Гуамарес Буено Белен Лудуена     | 6–3, 6–1          |
| Перемога  | 7–1            | Лютий 2011 р.    | ITF Буенос-Айрес, Аргентина                 | 10,000 | Глина    | Лучіана Сарменті             | Фернанда Бріто Каталіна Пелла           | 6–0, 6–3          |
| Перемога  | 8–1            | Лютий 2011 р.    | ITF Буенос-Айрес, Аргентина                 | 10,000 | Глина    | Лучіана Сарменті             | Андреа Бенітес Татьяна Буа              | 5–7, 6–3, [10–7]  |
| Перемога  | 9–1            | Квітень 2011 р.  | ITF Кордова, Аргентина                      | 10,000 | Глина    | Лучіана Сарменті             | Софія Луїні Аранца Салют                | 6–2, 6–0          |
| Перемога  | 10–1           | Травень 2011 р.  | ITF Енкарнасьйон, Парагвай                  | 10,000 | Глина    | Лучіана Сарменті             | Орнелла Карьон Джордана Лухан           | 6–3, 6–2          |
| Перемога  | 11–1           | Червень 2011 р.  | ITF Рим,Італія                              | 25,000 | Глина    | Паула Ормаечеа               | Марина Шамайко Сопія Шапатава           | 7–5, 6–4          |
| Перемога  | 12–1           | Липень 2011 р.   | ITF Денен, Франція                          | 25,000 | Глина    | Тельяна Перейра              | Селін Геск'єр Еліксан Лекемія           | 6–1, 6–1          |
| Поразка   | 12–2           | Лютий 2012 р.    | ITF Бертіога, Бразилія                      | 25,000 | Хард     | Флоренсія Молінеро           | Майлен Ору Марія Ірігоєн                | 3–6, 1–6          |
| Поразка   | 12–3           | Квітень 2012 р.  | ITF Каракас, Венесуела                      | 25,000 | Хард     | Адріана Перес                | Майлен Ору Марія Ірігоєн                | 4–6, 3–6          |
| Поразка   | 12–4           | Травень 2012 р.  | ITF Росаріо, Аргентина                      | 25,000 | Хард     | Лучіана Сарменті             | Тельяна Перейра Ніколь Роттманн         | 2–6, 5–7          |
| Поразка   | 12–5           | Червень 2012 р.  | ITF Злін, Чехія                             | 25,000 | Глина    | Тельяна Перейра              | Еліца Костова Джасміна Тінчіч           | 4–6, 6–1, [10–8]  |
| Поразка   | 12–6           | Березень 2013 р. | The Oaks Club Challenger, США               | 50,000 | Глина    | Інес Феррер Суарес           | Ракел Атаво Абігейл Спірс               | 1–6, 3–6          |
| Поразка   | 12–7           | Квітень 2013 р.  | ITF Jackson, США                            | 25,000 | Глина    | Марія Фернанда Алварес Теран | Ілона Кремінь Ангелік ван дер Мет       | 3–6, 4–6          |
| Перемога  | 13–7           | Липень 2013 р.   | ITF Сан-Жозе-ду-Ріу-Прету, Бразилія         | 25,000 | Глина    | Адріана Перес                | Майлен Ору Марія Фернанда Алварес Теран | 4–6, 6–4, [11–9]  |
| Перемога  | 14–7           | Липень 2013 р.   | ITF Кампінас, Бразилія                      | 25,000 | Глина    | Адріана Перес                | Флоренсія Молінеро Кароліна Зебаллос    | 6–0, 6–1          |
| Перемога  | 15–7           | Жовтень 2013 р.  | ITF Каракас, Венесуела                      | 25,000 | Хард     | Адріана Перес                | Флоренсія Молінеро Лаура Пігоссі        | 6–3, 6–3          |
| Перемога  | 16–7           | Грудень 2013 р.  | ITF Сантьяго, Чилі                          | 25,000 | Глина    | Марія Ірігоєн                | Сесілія Коста Мольгар Даніела Сегель    | 2–6, 6–4, [10–5]  |
| Поразка   | 16–8           | Грудень 2013 р.  | ITF Бертіога, Бразилія                      | 25,000 | Хард     | Марія Ірігоєн                | Паула Крістіна Гонсалвеш Лаура Пігоссі  | 6–4, 2–6, [7–10]  |
| Перемога  | 17–8           | Травень 2014 р.  | Open Saint-Gaudens, Франція                 | 50,000 | Глина    | Марія Ірігоєн                | Шерон Фічмен Джоанна Конта              | 7–5, 6–3          |
| Перемога  | 18–8           | Травень 2014 р.  | ITF Градо, Італія                           | 25,000 | Глина    | Штефані Фогт                 | Лара Арруабаррена Флоренсія Молінеро    | 6–4, 6–2          |
| Поразка   | 18–9           | Червень 2014 р.  | Aegon Nottingham Challenge, Велика Британія | 50,000 | Трава    | Штефані Фогт                 | Ярміла Вулф Аріна Родіонова             | 6–7(0–7), 1–6     |
| Поразка   | 18–10          | Червень 2014 р.  | Reinert Open, Німеччина                     | 50,000 | Глина    | Штефані Фогт                 | Габріела Дабровскі Маріана Дуке         | 4–6, 2–6          |
| Перемога  | 19–10          | Вересень 2014 р. | Henderson Open, США                         | 50,000 | Хард     | Марія Ірігоєн                | Ейжа Мугаммад Марія Санчес              | 6–3, 5–7, [11–9]  |
| Перемога  | 20–10          | Листопад 2014 р. | John Newcombe Challenge, США                | 50,000 | Хард     | Маріана Дуке                 | Алекса Ґлетч Бернарда Пера              | 6–0, 6–3          |
| Поразка   | 20–11          | Березень 2015 р. | The Oaks Club Challenger, США               | 50,000 | Глина    | Марія Ірігоєн                | Ангеліна Калініна Олександра Корашвілі  | 1–6, 4–6          |
| Поразка   | 20–12          | Жовтень 2015 р.  | Abierto Tampico, Мексика                    | 50,000 | Хард     | Марина Мельникова            | Марія Ірігоєн Барбора Крейчикова        | 5–7, 2–6          |
| Поразка   | 20–13          | Березень 2019 р. | ITF Ірапуато, Мексика                       | 25,000 | Хард     | Рената Ворачова              | Астра Шарма Пейдж Хуріган               | 1–6, 6–4, [10–12] |